# Conservación de la energía

El Sistema mecánico en el cual se conserva la energía, para choque perfectamente elástico y ausencia de rozamiento.

La ley de la conservación de la energía afirma que la cantidad total de energía en cualquier sistema físico aislado (sin interacción con ningún otro sistema) permanece invariable con el tiempo, aunque dicha energía puede transformarse en otra forma de energía. En resumen, la ley de la conservación de la energía afirma que la energía no se crea ni se destruye, solo se transforma, por ejemplo, cuando la energía eléctrica se transforma en energía térmica en un calefactor.
En termodinámica, constituye el primer principio de la termodinámica (la primera ley de la termodinámica).
En mecánica analítica, puede demostrarse que el principio de conservación de la energía es una consecuencia de que la dinámica de evolución de los sistemas está regida por las mismas características en cada instante del tiempo. Eso conduce a que la "traslación" temporal sea una simetría que deja invariante las ecuaciones de evolución del sistema, por lo que el teorema de Noether lleva a que existe una magnitud conservada, la energía.
La conservación de la energía puede demostrarse rigurosamente mediante el teorema de Noether como consecuencia de la simetría de traslación del tiempo continuo; es decir, a partir del hecho de que las leyes de la física no cambian con el tiempo.
Una consecuencia de la ley de conservación de la energía es que no puede existir una máquina de movimiento perpetuo del primer tipo, es decir, ningún sistema sin un suministro de energía externo puede entregar una cantidad ilimitada de energía a su entorno. Para los sistemas que no tienen simetría de traslación temporal, puede no ser posible definir la conservación de la energía. Algunos ejemplos son los espacios-tiempo curvos en la relatividad general o los cristales de tiempo en la física de la materia condensada.

## Historia
Los filósofos de la Antigüedad, como Tales de Mileto (550 a. C.), ya tenían indicios de la conservación de una sustancia subyacente de la que está hecho todo. Sin embargo, no hay ninguna razón especial para identificar sus teorías con lo que hoy conocemos como "masa-energía" (por ejemplo, Tales pensaba que era el agua). Empédocles (490-430 a. C.) escribió que en su sistema universal, compuesto por cuatro elementos (tierra, aire, agua y fuego), nada nace ni perece, sino que estos elementos sufren una continua reordenación. Por su parte, Epicuro (c. 350 a. C.) creía que todo el universo estaba compuesto por unidades indivisibles de materia —el antiguo precursor de los "átomos"— y también tenía cierta idea de la necesidad de la conservación, afirmando que la suma total de las cosas fue siempre tal como es ahora, y así seguirá siendo siempre.
En 1605, Simon Stevin pudo resolver una serie de problemas de estática basándose en el principio de que el movimiento perpetuo era imposible.
En 1639, Galileo publicó su análisis de varias situaciones —incluido el célebre péndulo interrumpido— que pueden describirse (en lenguaje moderno) como una conversión conservadora de energía potencial en energía cinética y viceversa. Básicamente, señaló que la altura a la que se eleva un cuerpo en movimiento es igual a la altura desde la que cae, y utilizó esta observación para deducir la idea de inercia. Lo notable de esta observación es que la altura a la que asciende un cuerpo en movimiento sobre una superficie sin fricción no depende de la forma de la superficie.
En 1669, Christiaan Huygens publicó sus leyes de la colisión. Entre las cantidades que enumeró como invariantes antes y después de la colisión de los cuerpos estaban tanto la suma de sus momentos lineales como la suma de sus energías cinéticas. Sin embargo, en aquella época no se comprendía la diferencia entre colisión elástica e inelástica. Esto condujo a la disputa entre los investigadores posteriores sobre cuál de estas cantidades conservadas era la más fundamental. En su Horologium Oscillatorium, dio una afirmación mucho más clara sobre la altura de ascenso de un cuerpo en movimiento, y relacionó esta idea con la imposibilidad de un movimiento perpetuo. El estudio de Huygens sobre la dinámica del movimiento pendular se basaba en un único principio: que el centro de gravedad de un objeto pesado no puede elevarse por sí mismo.

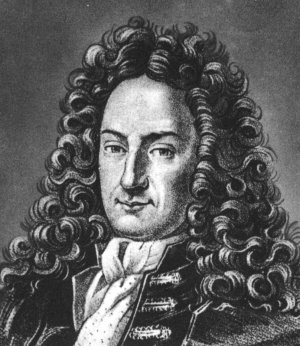
Gottfried Leibniz.

Fue Leibniz quien, durante los años 1676-1689, intentó por primera vez una formulación matemática del tipo de energía que está relacionada con el movimiento (energía cinética). Utilizando el trabajo de Huygens sobre la colisión, Leibniz observó que en muchos sistemas mecánicos (de varias masas, mi, cada una con velocidad 
vi),
{\displaystyle \sum _{i}m_{i}v_{i}^{2}}
se conservaba mientras las masas no interactuaran. Llamó a esta cantidad la vis viva o fuerza viva del sistema. El principio representa una declaración precisa de la conservación aproximada de la energía cinética en situaciones en las que no hay fricción. Muchos físicos de la época, como Newton, sostenían que la conservación del momento, que se mantiene incluso en sistemas con fricción, como se define por el momento:
{\displaystyle \,\!\sum _{i}m_{i}v_{i}}
era la vis viva conservada. Más tarde se demostró que ambas magnitudes se conservan simultáneamente, dadas las condiciones adecuadas, como una colisión elástica.
En 1687, Isaac Newton publicó su Principia, que se organizó en torno al concepto de fuerza e impulso. Sin embargo, los investigadores no tardaron en reconocer que los principios expuestos en el libro, aunque estaban bien para las masas puntuales, no eran suficientes para abordar los movimientos de los cuerpos rígidos y fluidos. Se necesitaban también otros principios.

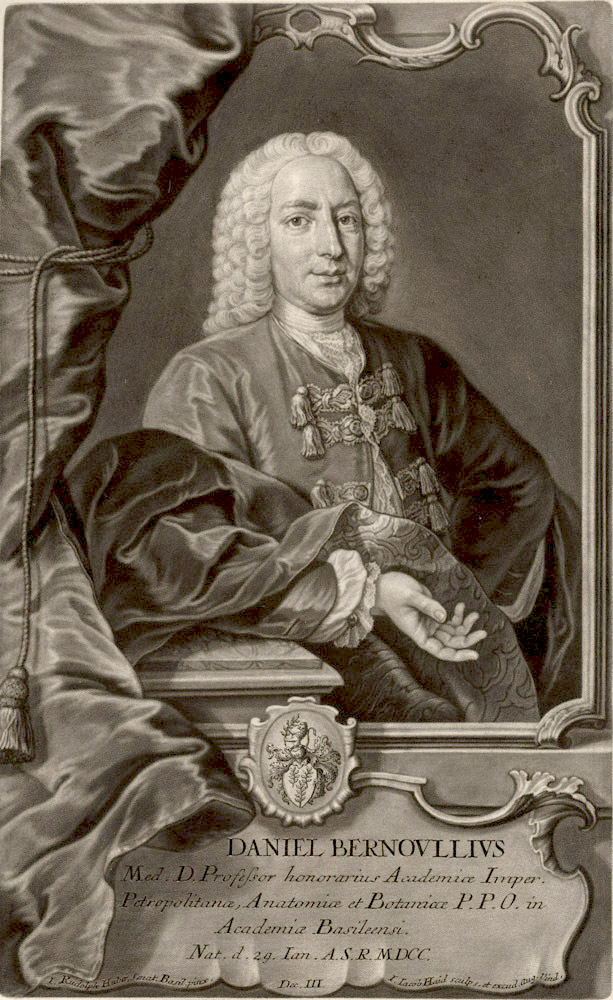
Daniel Bernoulli.

La ley de conservación de la vis viva fue defendida por el dúo de padre e hijo, Johann y Daniel Bernoulli. El primero enunció en 1715 el principio del trabajo virtual utilizado en la estática en toda su generalidad, mientras que el segundo basó su Hydrodynamica, publicada en 1738, en este único principio de conservación. El estudio de Daniel sobre la pérdida de vis viva del agua que fluye le llevó a formular el principio de Bernoulli, que relaciona la pérdida con la variación de la presión hidrodinámica. Daniel también formuló la noción de trabajo y eficiencia para las máquinas hidráulicas; y dio una teoría cinética de los gases, y relacionó la energía cinética de las moléculas del gas con la temperatura del mismo.
Esta atención a la vis viva por parte de los físicos continentales condujo finalmente al descubrimiento de los principios de estacionariedad que rigen la mecánica, como el principio de D'Alambert, la Lagrangiana y las formulaciones Hamiltoniana de la mecánica.

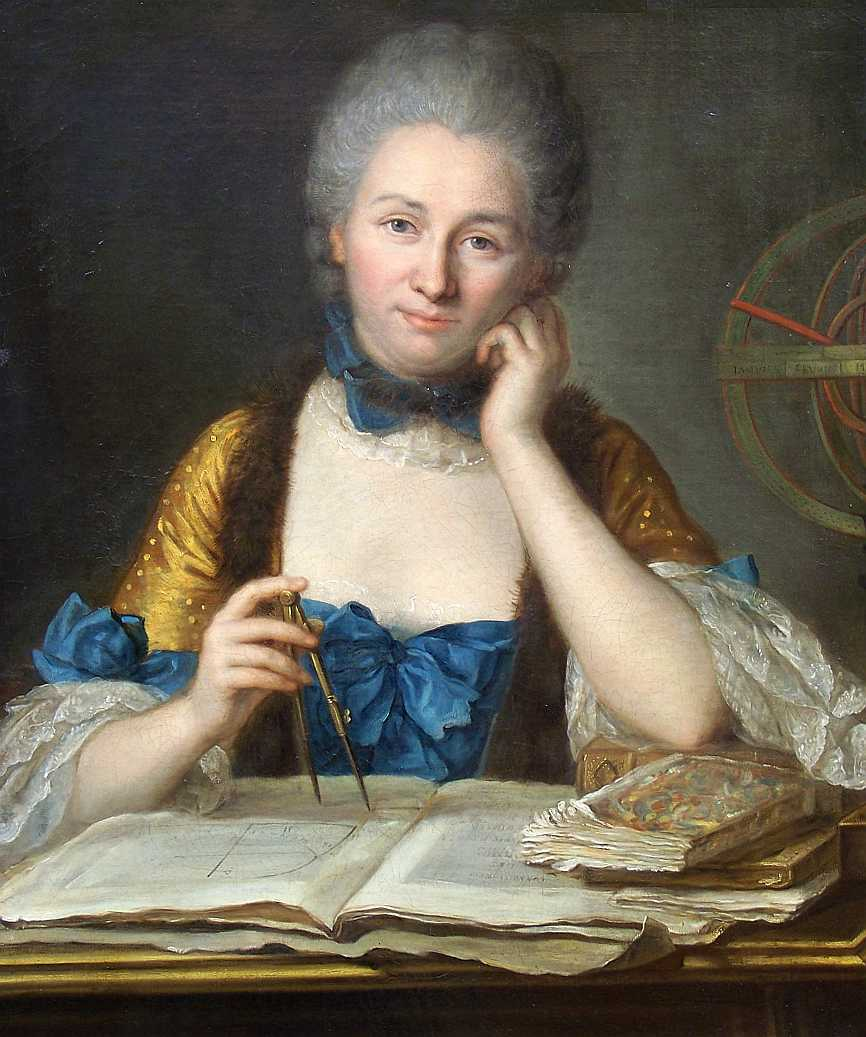
Emilie du Chatelet.

Émilie du Châtelet (1706-1749) propuso y comprobó la hipótesis de la conservación de la energía total, a diferencia del momento. Inspirada por las teorías de Gottfried Leibniz, repitió y dio a conocer un experimento ideado originalmente por Willem's Gravesande en 1722 en el que se dejaban caer bolas desde diferentes alturas en una lámina de arcilla blanda. Se demostró que la energía cinética de cada bola -indicada por la cantidad de material desplazado- era proporcional al cuadrado de la velocidad. Se comprobó que la deformación de la arcilla era directamente proporcional a la altura desde la que se lanzaban las bolas, igual a la energía potencial inicial. Los anteriores trabajadores, incluidos Newton y Voltaire, creían que la "energía" (en la medida en que entendían el concepto) no era distinta del momento y, por tanto, era proporcional a la velocidad. De acuerdo con esta idea, la deformación de la arcilla debería haber sido proporcional a la raíz cuadrada de la altura desde la que se lanzaron las bolas.
En la física clásica la fórmula correcta es {\displaystyle E_{k}={\frac {1}{2}}mv^{2}}, donde {\displaystyle E_{k}} es la energía cinética de un objeto, {\displaystyle m} es la masa y {\displaystyle v} su velocidad en módulo.
Sobre esta base, du Châtelet propuso que la energía debe tener siempre las mismas dimensiones en cualquier forma, lo que es necesario para poder relacionarla en diferentes formas (cinética, potencial, calor...).
Ingenieros como John Smeaton, Peter Ewart, Carl Holtzmann, Gustave-Adolphe Hirn y Marc Seguin reconocieron que la conservación del momento por sí sola no era adecuada para el cálculo práctico e hicieron uso del principio de Leibniz. El principio también fue defendido por algunos químicos como William Hyde Wollaston. Académicos como John Playfair se apresuraron a señalar que la energía cinética claramente no se conserva. Esto es obvio para un análisis moderno basado en la segunda ley de la termodinámica, pero en los siglos XVIII y XIX aún se desconocía el destino de la energía perdida.
Poco a poco se llegó a sospechar que el calor generado inevitablemente por el movimiento bajo la fricción era otra forma de vis viva. En 1783, Antoine Lavoisier y Pierre-Simon Laplace revisaron las dos teorías rivales de la vis viva y la teoría calórica. Las observaciones del Conde de Rumford o Conde Rumford en 1798 sobre la generación de calor durante el mandrilado de los cañones añadieron más peso a la opinión de que el movimiento mecánico podía convertirse en calor y (lo que es igual de importante) que la conversión era cuantitativa y podía predecirse (permitiendo una constante de conversión universal entre la energía cinética y el calor). La vis viva empezó entonces a conocerse como energía, después de que el término fuera utilizado por primera vez en ese sentido por Thomas Young en 1807.
La recalibración de vis viva para
{\displaystyle {\frac {1}{2}}\sum _{i}m_{i}v_{i}^{2}}

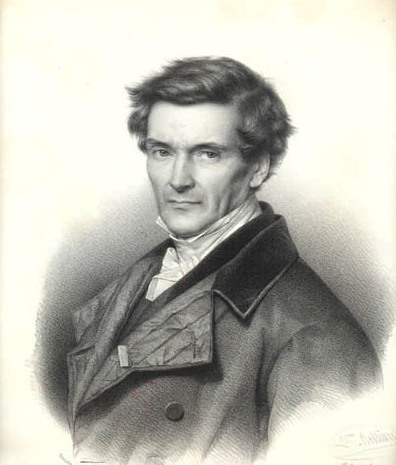
Gaspard-Gustave Coriolis.

que puede entenderse como la conversión de la energía cinética en trabajo, fue en gran medida el resultado de Gaspard-Gustave Coriolis y Jean-Victor Poncelet durante el periodo 1819-1839. El primero llamó a la cantidad quantité de travail (cantidad de trabajo) y el segundo, travail mécanique (trabajo mecánico), y ambos defendieron su uso en el cálculo de ingeniería.
En un artículo titulado Über die Natur der Wärme (En alemán, Sobre la naturaleza del calor), publicado en el Zeitschrift für Physik en 1837, Karl Friedrich Mohr hizo una de las primeras afirmaciones generales de la doctrina de la conservación de la energía: además de los 54 elementos químicos conocidos, en el mundo físico hay un solo agente, que se llama Kraft [energía o trabajo]. Puede aparecer, según las circunstancias, como movimiento, afinidad química, cohesión, electricidad, luz y magnetismo; y de cualquiera de estas formas puede transformarse en cualquiera de las otras.

### Equivalente mecánico del calor
Una etapa clave en el desarrollo del principio de conservación moderno fue la demostración del equivalente mecánico del calor. La teoría calórica sostenía que el calor no podía crearse ni destruirse, mientras que la conservación de la energía implica el principio contrario de que el calor y el trabajo mecánico son intercambiables.
A mediados del siglo XVIII, Mijaíl Lomonósov, un científico ruso, postuló su teoría corpuscular-cinética del calor, que rechazaba la idea de un calórico. Mediante los resultados de estudios empíricos, Lomonosov llegó a la conclusión de que el calor no se transfería a través de las partículas del fluido calórico.
En 1798, el conde Rumford (Benjamin Thompson) realizó mediciones del calor por fricción generado en la perforación de cañones, y desarrolló la idea de que el calor es una forma de energía cinética; sus mediciones refutaron la teoría calórica, pero fueron lo suficientemente imprecisas como para dejar lugar a dudas.

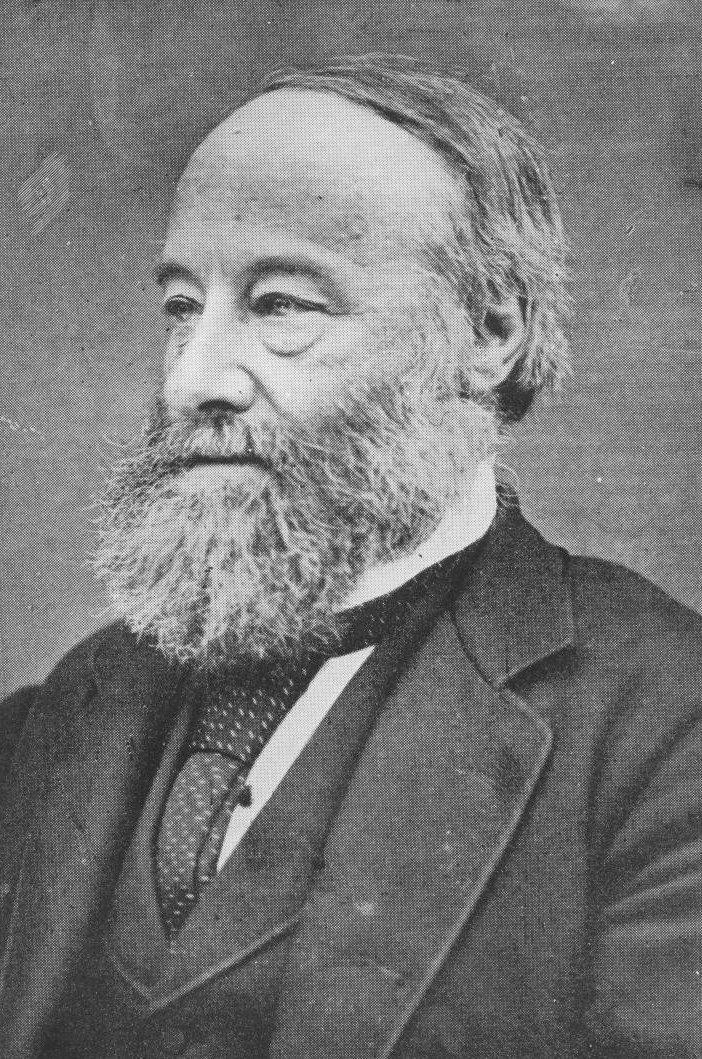
James Prescott Joule.

El principio de equivalencia mecánica fue enunciado por primera vez en su forma moderna por el cirujano alemán Julius Robert von Mayer en 1842. Mayer llegó a su conclusión en un viaje a las Indias Orientales Neerlandesas, donde descubrió que la sangre de sus pacientes era de un rojo más intenso porque consumían menos oxígeno, y por tanto menos energía, para mantener su temperatura corporal en el clima más cálido. Descubrió que tanto el calor como el trabajo mecánico eran formas de energía y en 1845, tras mejorar sus conocimientos de física, publicó una monografía en la que establecía una relación cuantitativa entre ambos.

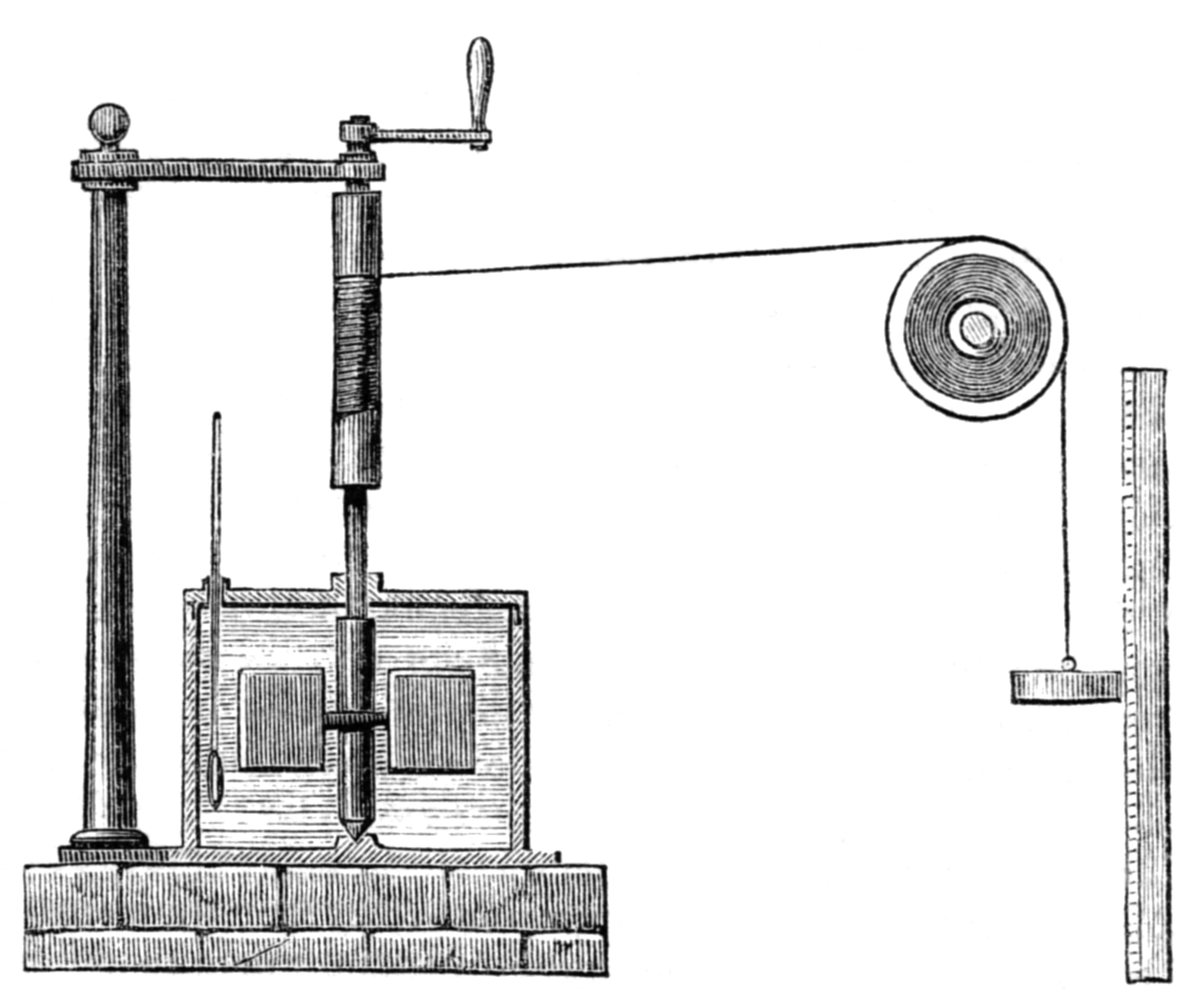
Máquina de Joule para medir el equivalente mecánico del calor. Un peso descendente sujeto a una cuerda hace quegire una paleta sumergida en agua.

Mientras tanto, en 1843, James Prescott Joule descubrió de forma independiente el equivalente mecánico en una serie de experimentos. En el más famoso, ahora llamado «aparato de Joule», un peso descendente unido a una cuerda hacía girar una paleta sumergida en agua. Demostró que la energía potencial gravitatoria que perdía el peso al descender era igual a la energía interna que ganaba el agua por la fricción con la pala.
En el periodo 1840-1843, el ingeniero Ludwig A. Colding realizó un trabajo similar, aunque fue poco conocido fuera de su Dinamarca natal.
Tanto el trabajo de Joule como el de Mayer sufrieron la resistencia y el olvido, pero fue el de Joule el que finalmente obtuvo un mayor reconocimiento.
En 1844, William Robert Grove postuló una relación entre la mecánica, el calor, la luz, la electricidad y el magnetismo al tratarlos como manifestaciones de una única "fuerza" (energía en términos modernos). En 1846, Grove publicó sus teorías en su libro The Correlation of Physical Forces (La correlación de las fuerzas físicas). En 1847, basándose en los trabajos anteriores de Joule, Sadi Carnot y Émile Clapeyron, Hermann von Helmholtz llegó a conclusiones similares a las de Grove y publicó sus teorías en su libro Über die Erhaltung der Kraft (Sobre la conservación de la fuerza, 1847). La aceptación moderna general del principio se deriva de esta publicación.
En 1850, William Rankine utilizó por primera vez la expresión ley de la conservación de la energía para referirse al principio.
En 1877, Peter Guthrie Tait afirmó que el principio se originó con Sir Isaac Newton, basándose en una lectura creativa de las proposiciones 40 y 41 de los Philosophiae Naturalis Principia Mathematica. Esta afirmación se considera ahora un ejemplo de historia whig.

### Equivalencia entre masa y energía
La materia está compuesta por átomos y lo que los compone. La materia tiene masa intrínseca o masa en reposo. En el rango limitado de la experiencia reconocida del siglo XIX se encontró que dicha masa en reposo se conserva. La teoría de la relatividad especial de Einstein de 1905 demostró que la masa en reposo corresponde a una cantidad equivalente de energía en reposo. Esto significa que la masa en reposo puede convertirse en o desde cantidades equivalentes de formas de energía (no material), por ejemplo, energía cinética, energía potencial y energía electromagnética radiante. Cuando esto ocurre, como se reconoce en la experiencia del siglo XX, la masa en reposo no se conserva, a diferencia de la masa total o la energía total. Todas las formas de energía contribuyen a la masa total y a la energía total.
Por ejemplo, un electrón y un positrón tienen cada uno masa en reposo. Pueden perecer juntos, convirtiendo su energía de reposo combinada en fotones que tienen energía electromagnética radiante, pero no masa de reposo. Si esto ocurre dentro de un sistema aislado que no libera los fotones o su energía en el entorno externo, entonces ni la masa total ni la energía total del sistema cambiarán. La energía electromagnética radiante producida contribuye tanto a la inercia (y a cualquier peso) del sistema como lo hacía la masa en reposo del electrón y del positrón antes de su desaparición. Del mismo modo, las formas no materiales de energía pueden perecer en la materia, que tiene masa en reposo.
Por lo tanto, la conservación de la energía (total, incluyendo la energía material o en reposo), y la conservación de la masa (total, no solo en reposo), siguen siendo leyes (equivalentes). En el siglo XVIII aparecían como dos leyes aparentemente distintas.

### Conservación de la energía en la desintegración beta
El descubrimiento en 1911 de que los electrones emitidos en la desintegración beta tienen un espectro continuo y no discreto parecía contradecir la conservación de la energía, bajo la suposición entonces vigente de que la desintegración beta es la simple emisión de un electrón desde un núcleo. Este problema fue finalmente resuelto en 1933 por Enrico Fermi, quien propuso la correcta descripción de la desintegración beta como la emisión tanto de un electrón como de un antineutrino, que se lleva la energía aparentemente perdida.

## Conservación de la energía y termodinámica clásica
Dentro de los sistemas termodinámicos, una consecuencia de la ley de conservación de la energía es la llamada primera ley de la termodinámica, la cual establece que, al suministrar una determinada cantidad de calor (Q) a un sistema, esta cantidad de energía será igual a la diferencia del incremento de la energía interna del sistema (ΔU) más el trabajo (W) efectuado por el sistema sobre sus alrededores, {\displaystyle Q=\Delta U-W}, o de otra manera:

(1){\displaystyle \Delta U=\ Q+\ W}

(ver Criterio de signos termodinámico)
Aunque la energía no se pierde, se degrada de acuerdo con la segunda ley de la termodinámica. En un proceso irreversible, la entropía de un sistema aislado aumenta y no es posible devolverlo al estado termodinámico físico anterior. Así un sistema físico aislado puede cambiar su estado a otro con la misma energía pero con dicha energía en una forma menos aprovechable. Por ejemplo, un movimiento con fricción es un proceso irreversible por el cual se convierte energía mecánica en energía térmica. Esa energía térmica no puede convertirse en su totalidad en energía mecánica de nuevo ya que, como el proceso opuesto no es espontáneo, es necesario aportar energía extra para que se produzca en el sentido contrario.
Desde un punto de vista cotidiano, las máquinas y los procesos desarrollados por el hombre funcionan con un rendimiento menor al 100 %, lo que se traduce en pérdidas de energía y por lo tanto también de recursos económicos o materiales. Como se decía anteriormente, esto no debe interpretarse como un incumplimiento del principio enunciado sino como una transformación "irremediable" de la energía.

## El principio en mecánica clásica
- En mecánica lagrangiana la conservación de la energía es una consecuencia del teorema de Noether cuando el lagrangiano no depende explícitamente del tiempo. El teorema de Noether asegura que cuando se tiene un lagrangiano independiente del tiempo, y por tanto, existe un grupo uniparamétrico de traslaciones temporales o simetría, puede construirse una magnitud formada a partir del lagrangiano que permanece constante a lo largo de la evolución temporal del sistema, esa magnitud es conocida como hamiltoniano del sistema.
- En mecánica newtoniana el principio de conservación de la energía, no puede derivarse de un principio tan elegante como el teorema de Noether, pero puede comprobarse directamente para ciertos sistemas simples de partículas en el caso de que todas las fuerzas deriven de un potencial, el caso más simple es el de un sistema de partículas puntuales que interactúan a distancia de modo instantáneo.

## El principio en mecánica relativista
Una primera dificultad para generalizar la ley de conservación de la energía de la mecánica clásica a la teoría de la relatividad está en que en mecánica relativista no podemos distinguir adecuadamente entre masa y energía. Así de acuerdo con esta teoría, la sola presencia de una partícula material de masa m en reposo respecto de un observador implica que dicho observador medirá una cantidad de energía asociada a ella dada por E = mc2. Otro hecho experimental contrastado es que en la teoría de la relatividad no es posible formular una ley de conservación de la masa análoga a la que existe en mecánica clásica, ya que esta no se conserva. Así aunque en mecánica relativista no existan leyes de conservación separadas para la energía no asociada a la masa y para la masa, sin embargo, sí es posible formular una ley de conservación "masa-energía" o energía total.

### Relatividad especial
Dentro de la teoría de la relatividad especial, la materia puede representarse como un conjunto de campos materiales a partir de los cuales se forma el llamado tensor de energía-impulso total y la ley de conservación de la energía se expresa en relatividad especial, usando el convenio de sumación de Einstein, en la forma:

(1){\displaystyle {\frac {\partial T^{\alpha \beta }}{\partial x^{\beta }}}={\frac {\partial T^{\alpha 0}}{\partial x^{0}}}+{\frac {\partial T^{\alpha 1}}{\partial x^{1}}}+{\frac {\partial T^{\alpha 2}}{\partial x^{2}}}+{\frac {\partial T^{\alpha 3}}{\partial x^{3}}}=0}

A partir de esta forma diferencial de la conservación de la energía, dadas las propiedades especiales del espacio-tiempo en teoría de la relatividad especial siempre conduce a una ley de conservación en forma integral. Esa integral representa precisamente una magnitud física que permanece invariable a lo largo de la evolución del sistema y es precisamente la energía. A partir de la expresión (1), escrita en términos de coordenadas galileanas {\displaystyle (x^{0}=ct,x^{1}=x,x^{2}=y,x^{3}=z)\;}, y usando el teorema de la divergencia tenemos:

(2){\displaystyle {\frac {1}{c}}{\frac {d}{dt}}\int T^{i0}\,dV=-\oint T^{i\alpha }\,dS_{\alpha }}

Si la segunda integral que representa el flujo de energía y momentum se anula, como sucede por ejemplo si extendemos la integral a todo el espacio-tiempo para un sistema aislado llegamos a la conclusión de que el primer miembro de la expresión anterior permanece invariable durante el tiempo. Es decir:

(3){\displaystyle {\frac {d}{dt}}P^{i}=0,\qquad P^{i}:={\frac {1}{c}}\int T^{i0}\,dV}

La componente "temporal" {\displaystyle E=cP^{00}\,} es precisamente la energía total del sistema, siendo las otras tres la componentes del momento lineal en las tres direcciones espaciales.

### Conservación en presencia de campo electromagnético
En presencia de campos electromagnéticos la energía cinética total de las partículas cargadas no se conserva. Por otro lado a los campos eléctrico y magnético, por el hecho de ser entidades físicas que cambian con relación al tiempo según la dinámica propia de un lagrangiano, puede asignárseles una magnitud llamada energía electromagnética dada por una suma de cuadrados del módulo de ambos campos que satisface:

(4){\displaystyle {\frac {\partial }{\partial t}}\left(\varepsilon _{0}\mathbf {E} ^{2}+{\frac {\mathbf {B} ^{2}}{\mu _{0}}}\right)+{\frac {\partial E_{cin}}{\partial t}}=0}

El término encerrado en el primer paréntesis es precisamente la integral extendida a todo el espacio de la componente {\displaystyle T^{00}}, que de acuerdo con la sección precedente debe ser una magnitud conservada para un campo electromagnético adecuadamente confinado.

### Conservación en presencia de campo gravitatorio
Debido a las peculiaridades del campo gravitatorio, tal como es tratado dentro de esta teoría, no existe una manera de construir una magnitud que represente la energía total conjunta de la materia y el espacio-tiempo que se conserve. La explicación intuitiva de este hecho es que debido a que un espacio-tiempo puede carecer de simetría temporal, hecho que se refleja en que no existen vectores de Killing temporales en dicho espacio, no puede hablarse de invariancia temporal de las ecuaciones de movimiento, al no existir un tiempo ajeno al propio tiempo coordenado del espacio-tiempo. Sin embargo, cuando existe un campo vectorial de Killing {\displaystyle \xi ^{\mu }} temporal pueden definirse la siguiente magnitud conservada, que generaliza el concepto de energía:

{\displaystyle P^{0}=\int _{\Sigma }{\sqrt {-g}}\ \xi ^{\mu }T_{\mu }^{0}\ \mathrm {d} ^{3}V}

Sin embargo, si no puede encontrarse un vector de Killing temporal, entonces no puede hablarse de conservación global de la energía.
Otra de las consecuencias del tratamiento que hace la teoría de la relatividad general del espacio-tiempo es que no existe un tensor de energía-impulso bien definido conjunto para el campo y la materia. Aunque para ciertos sistemas de coordenadas puede construirse el llamado pseudotensor de energía-impulso, con propiedades similares a un suspensorio, pero que solo puede definirse en sistemas de coordenadas que cumplen ciertas propiedades específicas.
Por otro lado, aún en la teoría de la relatividad general para cierto tipo de sistemas muy especiales, puede construirse una magnitud asimilable a la energía total del sistema. Un ejemplo de estos sistemas son los espacio-tiempos asintóticamente planos caracterizados por una estructura causal peculiar y ciertas condiciones técnicas muy restrictivas; estos sistemas son el equivalente en teoría de la relatividad de los sistemas aislados. Por ejemplo, para los modelos cosmológicos FRLW si bien, no puede definirse una energía a partir del teorema de Noether, las ecuaciones de Friedmann llevan a que la siguiente "densidad de energía" {\displaystyle E} se mantenga constante:

{\displaystyle E={\frac {{\dot {a}}^{2}}{2}}-{\frac {4\pi G}{3}}\left(\rho _{mat}{\frac {a_{0}}{a}}+\rho _{rad}{\frac {a_{0}^{2}}{a^{2}}}\right)-{\frac {\Lambda }{6}}a^{2}=-{\frac {k}{2}}}

donde {\displaystyle a(t)} es el factor de escala, {\displaystyle {\dot {a}}(t)} su derivada temporal, {\displaystyle G} la constante de la gravitación universal, {\displaystyle \rho _{mat},\rho _{rad}} las densidades de materia y radiación (evaluadas cuando {\displaystyle a(t_{0})=a_{0}}), {\displaystyle \Lambda } la constante cosmológica, {\displaystyle k\in \{-1,0,+1\}} un parámetro de geometría que especifica si el universo tiene geometría hiperbólica (abierta),  euclídea (plana) o elíptica (cerrada).

Finalmente cabe señalar, que dentro de algunas teorías alternativas a la relatividad general, como la teoría relativista de la gravitación de Anatoli Logunov y M. A. Mestvirishvili, sí puede definirse unívocamente la energía total del sistema de materia. Esta teoría es totalmente equivalente a la teoría de la relatividad general en regiones desprovistas de materia, y predice desviaciones de la misma solo en regiones ocupadas por materia. En particular, la teoría de Logunov y Mestvirishvili predice la no ocurrencia de agujeros negros, y esa es una de las principales predicciones que la diferencian de la teoría general de la relatividad de Albert Einstein.

## El principio en mecánica cuántica
En mecánica cuántica, la energía total parece relacionada el operador hamiltoniano. En este contexto es posible tener estados cuánticos donde la energía no es constante sino que fluctúa a lo largo del tiempo, esto sucede cuando tenemos estados puros que son superposición de estados asociados a diferentes autovalores del operador hamiltoniano. Solo los estados llamados estacionarios que son autovectores del operador hamiltoniano tienen una energía bien definida, cuando además el hamiltoniano no depende del tiempo. 
Sin embargo, en sistemas aislados aun para estados no estacionarios, puede definirse una ley de conservación de la energía en términos de valores medios. De hecho para un sistema cuántico cualquiera el valor medio de la energía de un estado puro viene dado por:

(1){\displaystyle {\frac {d}{dt}}\langle E\rangle _{t}=\left\langle \Psi (t)\left|{\frac {\partial {\hat {H}}}{\partial t}}\right|\Psi (t)\right\rangle }

Y por tanto cuando el hamiltoniano no depende del tiempo, como sucede en un sistema aislado el valor esperado de la energía total se conserva. Aunque para algunos estados se observen fluctuaciones oscilantes de la energía cuya desviación estándar se relacionan con el principio de indeterminación de Heisenberg mediante:

(2){\displaystyle \Delta E\cdot \Delta t\geq {\frac {\hbar }{2}}}

donde:
{\displaystyle \Delta E:={\sqrt {\langle \Psi (t)|{\hat {H}}^{2}|\Psi (t)\rangle -\langle E\rangle ^{2}}}}

### Libros modernos
- Goldstein, Martin, and Inge F., (1993). The Refrigerator and the Universe. Harvard Univ. Press. A gentle introduction.
- Kroemer, Herbert; Kittel, Charles (1980). Thermal Physics (2nd ed.). W. H. Freeman Company. ISBN 978-0-7167-1088-2.
- Nolan, Peter J. (1996). Fundamentals of College Physics, 2nd ed. William C. Brown Publishers.
- Oxtoby & Nachtrieb (1996). Principles of Modern Chemistry, 3rd ed. Saunders College Publishing.
- Papineau, D. (2002). Thinking about Consciousness. Oxford: Oxford University Press.
- Serway, Raymond A.; Jewett, John W. (2004). Physics for Scientists and Engineers (6th ed.). Brooks/Cole. ISBN 978-0-534-40842-8. (requiere registro).
- Stenger, Victor J. (2000). Timeless Reality. Prometheus Books. Especially chpt. 12. Nontechnical.
- Tipler, Paul (2004). Physics for Scientists and Engineers: Mechanics, Oscillations and Waves, Thermodynamics (5th ed.). W. H. Freeman. ISBN 978-0-7167-0809-4.
- Lanczos, Cornelius (1970). The Variational Principles of Mechanics. Toronto: University of Toronto Press. ISBN 978-0-8020-1743-7.

### Historia de las ideas
- Brown, T.M. (1965). «Resource letter EEC-1 on the evolution of energy concepts from Galileo to Helmholtz». American Journal of Physics 33 (10): 759-765. Bibcode:1965AmJPh..33..759B. doi:10.1119/1.1970980.
- Cardwell, D.S.L. (1971). From Watt to Clausius: The Rise of Thermodynamics in the Early Industrial Age. London: Heinemann. ISBN 978-0-435-54150-7.
- Guillen, M. (1999). Five Equations That Changed the World. New York: Abacus. ISBN 978-0-349-11064-6.
- Hiebert, E.N. (1981). Historical Roots of the Principle of Conservation of Energy. Madison, Wis.: Ayer Co Pub. ISBN 978-0-405-13880-5.
- Kuhn, T.S. (1957) "Energy conservation as an example of simultaneous discovery", in M. Clagett (ed.) Critical Problems in the History of Science pp.321–56
- Sarton, G.; Joule, J. P.; Carnot, Sadi (1929). «The discovery of the law of conservation of energy». Isis 13: 18-49. S2CID 145585492. doi:10.1086/346430.
- Smith, C. (1998). The Science of Energy: Cultural History of Energy Physics in Victorian Britain. London: Heinemann. ISBN 978-0-485-11431-7.
- Mach, E. (1872). History and Root of the Principles of the Conservation of Energy. Open Court Pub. Co., Illinois.
- Poincaré, H. (1905). Science and Hypothesis. Walter Scott Publishing Co. Ltd; Dover reprint, 1952. ISBN 978-0-486-60221-9., Chapter 8, "Energy and Thermo-dynamics"

- Datos: Q11382
- Multimedia: Conservation of energy / Q11382